# Лубянское сельское поселение (Орловская область)
Лубя́нское се́льское поселе́ние — административно-территориальная единица и муниципальное образование (сельское поселение) в составе Дмитровского района Орловской области.
Административный центр — село Лубянки.

## География
Муниципальное образование находится на востоке  Дмитровского района. Граничит с:
- Сосковским районом (на севере)
- Кромским районом (на востоке)
- Плосковским сельским поселением (на юге)
- Соломинским сельским поселением (на западе)

## История
Лубянский сельсовет был образован в первые годы советской власти в составе Лубянской волости Дмировского уезда Орловской губернии. В 1926 году в состав сельсовета входило 14 населённых пунктов: п. Захаровский, п. Зелёная Дубрава, д. Игнатеево, п. Корниловка, п. Костобобровка, с. Кошелево, п. Кукуевка, х. Лежепёкова, с. Лубянки, п. Масловский, мельница Канава, д. Новая Деревня, п. Покровский, х. Солдатенко. С 1928 года в составе Дмитровского района.
17 июня 1954 года к Лубянскому сельсовету был присоединён Чувардинский сельсовет. 17 января 1969 года был упразднён посёлок Каменный Колодец, располагавшийся на территории сельсовета. 20 марта 1981 года был упразднён посёлок Масловский. 15 октября 2004 года были упразднены посёлок Зелёная Дубрава и деревня Игнатеево, располагавшиеся на территории сельсовета.

## Населённые пункты
В состав Лубянского сельского поселения входят 12 населенных пунктов:
| №  | Населённый пункт | Тип населённого пункта |
| -- | ---------------- | ---------------------- |
| 1  | Лубянки          | село, адм. центр       |
| 2  | Брусовец         | деревня                |
| 3  | Голенищева       | деревня                |
| 4  | Гранкина         | деревня                |
| 5  | Каменный Лес     | посёлок                |
| 6  | Клесово          | деревня                |
| 7  | Кошелево         | село                   |
| 8  | Крупышино        | село                   |
| 9  | Фойкино          | посёлок                |
| 10 | Чувардино        | село                   |
| 11 | Яблоновец        | деревня                |

## Население
| 2002 | 2010 | 2011 | 2012 | 2013 | 2014 | 2015 |
| ---- | ---- | ---- | ---- | ---- | ---- | ---- |
| 1268 | ↘876 | ↗976 | ↘827 | ↘803 | ↘794 | ↘766 |
| 2016 | 2017 | 2018 | 2019 | 2020 | 2021 | 2023 |
| ↘738 | ↘696 | ↘669 | ↘648 | ↘628 | ↗768 | ↘750 |

## Образование и культура
На территории Лубянского сельского поселения расположена Лубянская среднеобразовательная школа, досуг населения осуществляют учреждения культуры: Лубянский сельский дом культуры, Крупышинский и Брусовецкий сельские клубы, Лубянская и Крупышинская сельские библиотеки.